# Pressigny (Haute-Marne)
Pour les articles homonymes, voir Pressigny.
Pressigny est une commune française située dans le département de la Haute-Marne, en région Grand Est.

## Géographie

### Localisation
| Fayl-Billot      |                  | La Quarte (Haute-Saône)                                                 |
| Poinson-lès-Fayl | Pressigny        | La Rochelle (Haute-Saône) Molay (Haute-Saône)                           |
| Genevrières      | Voncourt Savigny | Charmes-Saint-Valbert (Haute-Saône) Bourguignon-lès-Morey (Haute-Saône) |

### Hydrographie
La commune est dans le bassin versant de la Saône au sein du bassin Rhône-Méditerranée-Corse. Elle est drainée par le Vannon, le ruisseau du Petit Moulin, le ruisseau de la Chapelle, le ruisseau des Ongles et le ruisseau du Lanquenest.
Le Vannon, d'une longueur de 11 km, prend sa source dans la commune  et disparaît en milieu souterrain dans la « perte du Vannon », un phénomène karstique qui s'est formé au Bajocien localisé sur la commune de Tornay, après avoir traversé cinq communes,. 

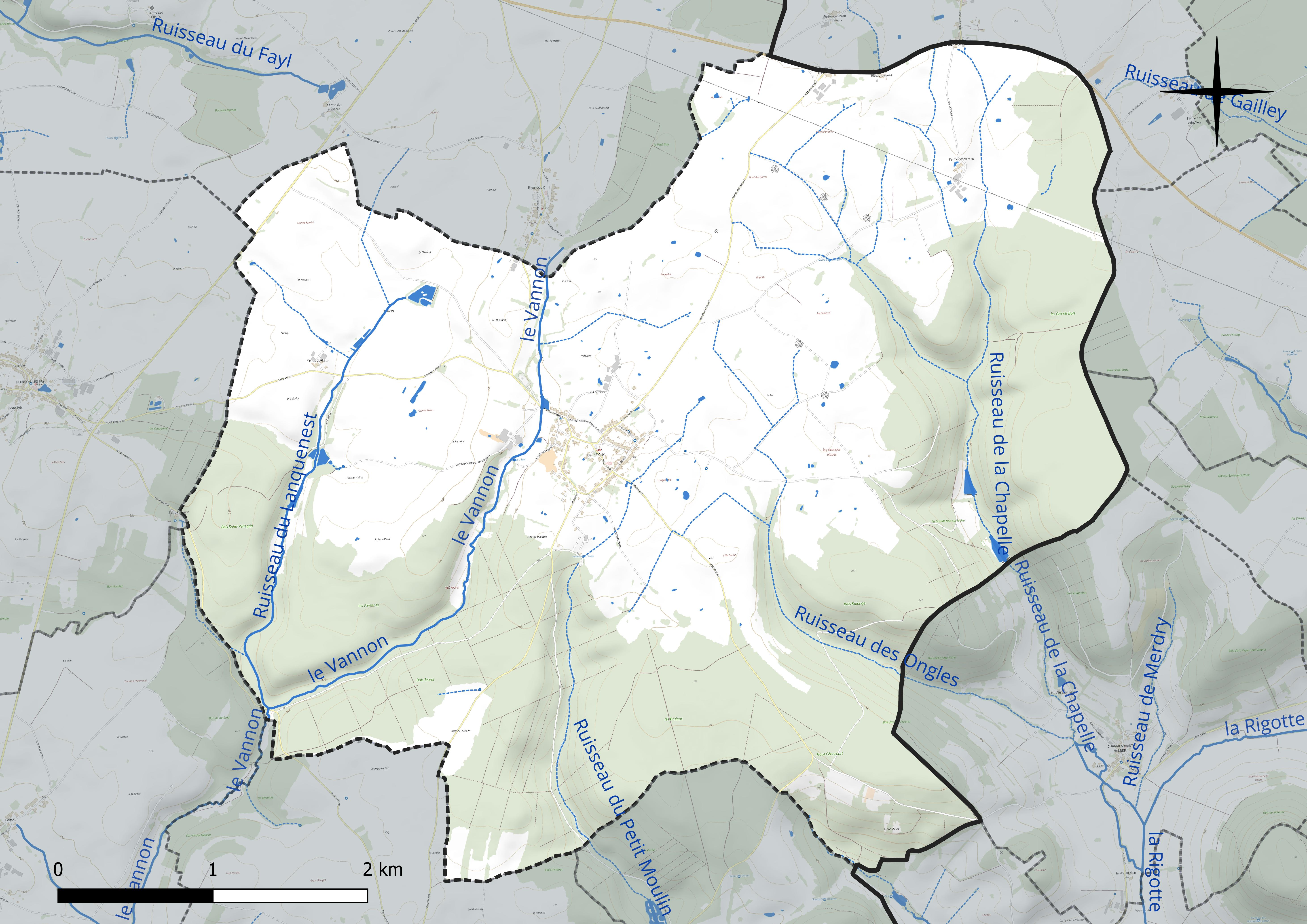
Réseau hydrographique de Pressigny.

### Climat
Pour des articles plus généraux, voir Climat du Grand Est et Climat de la Haute-Marne.
En 2010, le climat de la commune est de type climat des marges montargnardes, selon une étude du Centre national de la recherche scientifique s'appuyant sur une série de données couvrant la période 1971-2000. En 2020, Météo-France publie une typologie des climats de la France métropolitaine dans laquelle la commune est exposée à un climat océanique altéré et est dans la région climatique  Lorraine, plateau de Langres, Morvan, caractérisée par un hiver rude (1,5 °C), des vents modérés et des brouillards fréquents en automne et hiver. 
Pour la période 1971-2000, la température annuelle moyenne est de 9,8 °C, avec une amplitude thermique annuelle de 17 °C. Le cumul annuel moyen de précipitations est de 952 mm, avec 12,7 jours de précipitations en janvier et 9 jours en juillet. Pour la période 1991-2020, la température moyenne annuelle observée sur la station météorologique de Météo-France la plus proche, « Fayl-Billot_sapc », sur la commune de Fayl-Billot à 6 km à vol d'oiseau, est de 10,5 °C et le cumul annuel moyen de précipitations est de 995,6 mm. 
La température maximale relevée sur cette station est de 38,5 °C, atteinte le 25 juillet 2019 ; la température minimale est de −16,1 °C, atteinte le 24 décembre 2001,,. 
Les paramètres climatiques de la commune ont été estimés pour le milieu du siècle (2041-2070) selon différents scénarios d'émission de gaz à effet de serre à partir des nouvelles projections climatiques de référence DRIAS-2020. Ils sont consultables sur un site dédié publié par Météo-France en novembre 2022.

## Urbanisme

### Typologie
Au 1er janvier 2024, Pressigny est catégorisée commune rurale à habitat dispersé, selon la nouvelle grille communale de densité à sept niveaux définie par l'Insee en 2022.
Elle est située hors unité urbaine et hors attraction des villes,.

### Occupation des sols
L'occupation des sols de la commune, telle qu'elle ressort de la base de données européenne d’occupation biophysique des sols Corine Land Cover (CLC), est marquée par l'importance des territoires agricoles (52 % en 2018), une proportion identique à celle de 1990 (52 %). La répartition détaillée en 2018 est la suivante : 
forêts (44,9 %), prairies (29,4 %), terres arables (20,4 %), zones agricoles hétérogènes (2,2 %), milieux à végétation arbustive et/ou herbacée (1,9 %), zones urbanisées (1,2 %). L'évolution de l’occupation des sols de la commune et de ses infrastructures peut être observée sur les différentes représentations cartographiques du territoire : la carte de Cassini (XVIIIe siècle), la carte d'état-major (1820-1866) et les cartes ou photos aériennes de l'IGN pour la période actuelle (1950 à aujourd'hui).

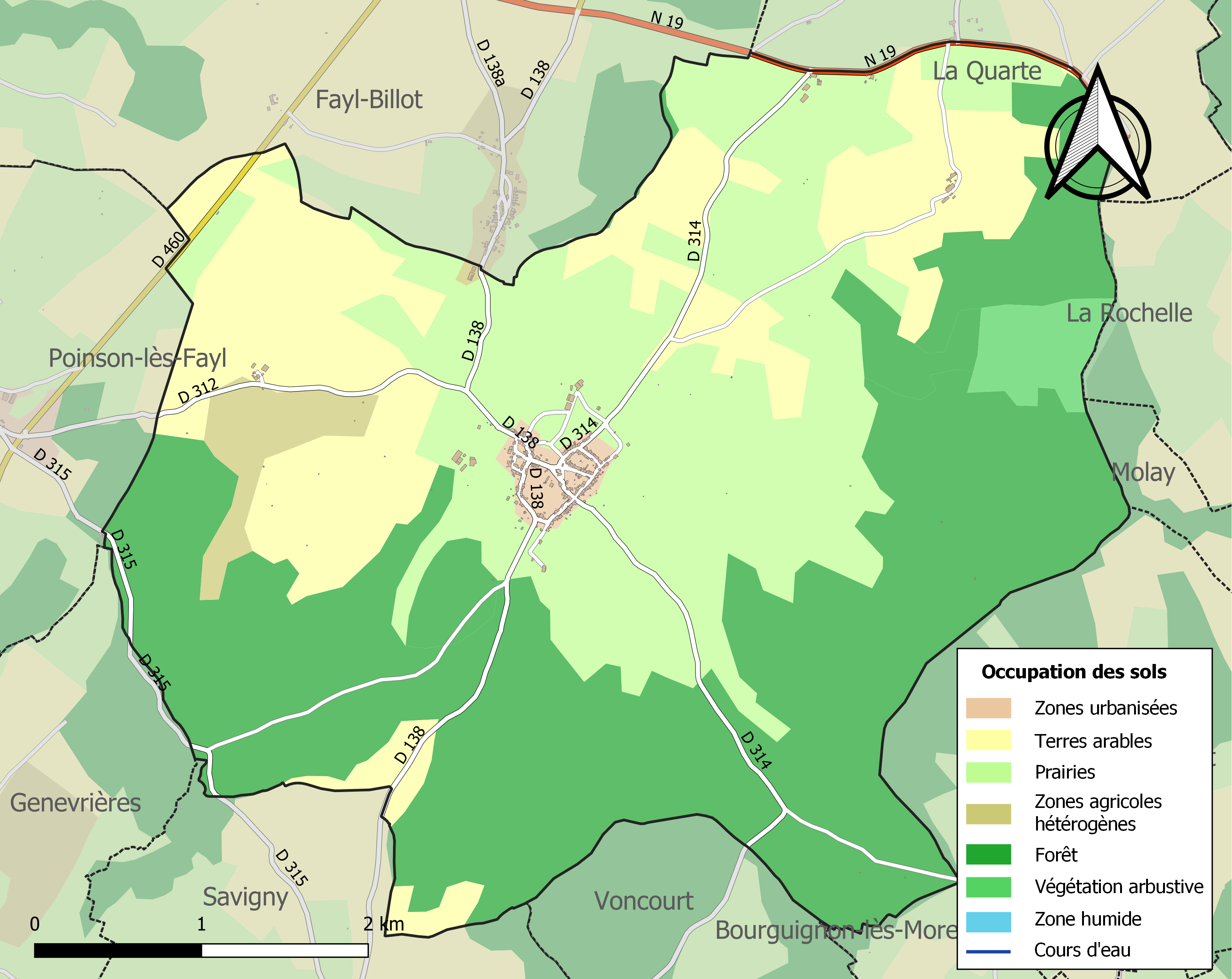
Carte des infrastructures et de l'occupation des sols de la commune en 2018 (CLC).

## Politique et administration

### Anciennes communes associées
Lors du regroupement de communes de 1972 à 1986, Pressigny se nommait Saint-Péregrin-sur-Vannon.

### Liste des maires
| Période                                  | Période  | Identité          | Étiquette      | Qualité |
| ---------------------------------------- | -------- | ----------------- | -------------- | ------- |
| Les données manquantes sont à compléter. |          |                   |                |         |
| mars 2001                                | 2014     | Michel Poope      | Sans étiquette |         |
| mars 2014                                | En cours | Jean-Claude Roger | Sans étiquette |         |

## Population et société

### Démographie
L'évolution du nombre d'habitants est connue à travers les recensements de la population effectués dans la commune depuis 1793. Pour les communes de moins de 10 000 habitants, une enquête de recensement portant sur toute la population est réalisée tous les cinq ans, les populations de référence des années intermédiaires étant quant à elles estimées par interpolation ou extrapolation. Pour la commune, le premier recensement exhaustif entrant dans le cadre du nouveau dispositif a été réalisé en 2004.

En 2022, la commune comptait 200 habitants, en évolution de −0,5 % par rapport à 2016 (Haute-Marne : −4,62 %, France hors Mayotte : +2,11 %).
| 1793 | 1800 | 1806 | 1821 | 1831 | 1836 | 1841 | 1846 | 1851 |
| ---- | ---- | ---- | ---- | ---- | ---- | ---- | ---- | ---- |
| 752  | 719  | 805  | 830  | 820  | 846  | 854  | 873  | 875  |

| 1856 | 1861 | 1866 | 1872 | 1876 | 1881 | 1886 | 1891 | 1896 |
| ---- | ---- | ---- | ---- | ---- | ---- | ---- | ---- | ---- |
| 799  | 903  | 819  | 778  | 766  | 738  | 746  | 724  | 697  |

| 1901 | 1906 | 1911 | 1921 | 1926 | 1931 | 1936 | 1946 | 1954 |
| ---- | ---- | ---- | ---- | ---- | ---- | ---- | ---- | ---- |
| 658  | 606  | 616  | 518  | 536  | 472  | 471  | 442  | 423  |

| 1962 | 1968 | 1975 | 1982 | 1990 | 1999 | 2004 | 2006 | 2009 |
| ---- | ---- | ---- | ---- | ---- | ---- | ---- | ---- | ---- |
| 401  | 369  | 984  | 887  | 262  | 233  | 240  | 249  | 208  |

| 2014 | 2019 | 2022 | - | - | - | - | - | - |
| ---- | ---- | ---- | - | - | - | - | - | - |
| 205  | 198  | 200  | - | - | - | - | - | - |

## Culture locale et patrimoine

### Lieux et monuments

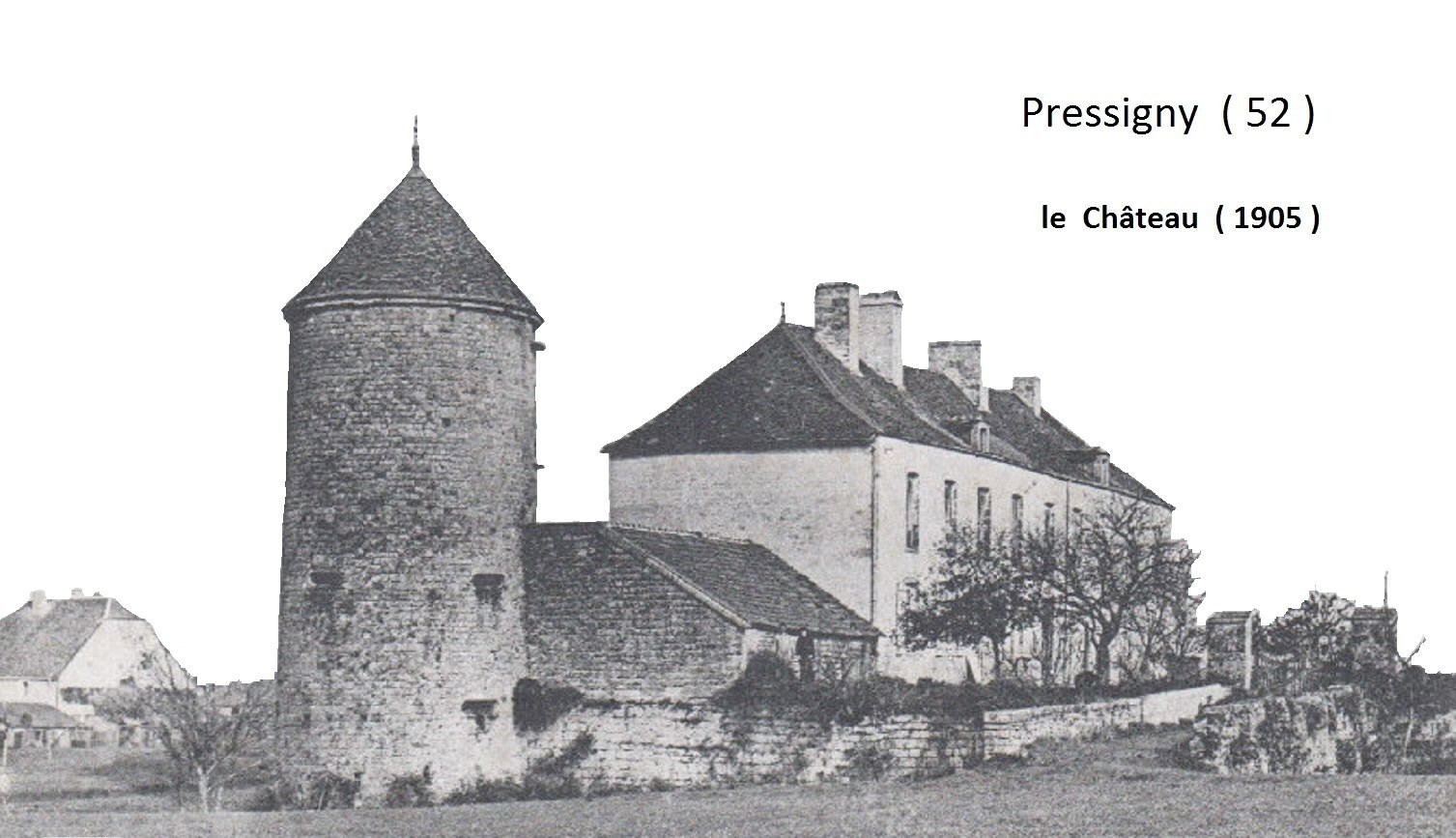
le Château en 1905

- Une partie du château médiéval est encore visible au centre du village. Dans le corps restant du bâtiment se situait autrefois le bureau de Poste. On peut encore y admirer une tour d'angle ainsi que les douves. Au XIXe siècle, le donjon fut détruit pour construire l'actuelle mairie-école qui date de 1832 (construite avec les pierres d'une des tours du château).
- À la limite des départements de la Haute-Marne et de la Haute-Saône, qui est aussi la limite de la commune de Pressigny, au lieu-dit la Côte d'Oro (Les Vignes), se dresse un muret d'une hauteur approximative de 50 centimètres et sur plusieurs dizaines de mètres connu sous le nom de Mur d'Espagne. Il marquait la frontière entre la Franche-Comté, alors sous domination espagnole (Charles Quint), et le royaume de France.

### Personnalités liées à la commune
- Le peintre Victor-Joseph Roux-Champion (1871-1953) a logé à Pressigny, au 8 rue Augustin Massin. Il a perdu sa femme dans cette maison, maintenant occupée. Un carreau a été gravé par le peintre.

### Héraldique
| Armes de Pressigny | Les armes de Pressigny se blasonnent ainsi : de gueules au chevron accompagné, en chef, de deux molettes d’éperon et en pointe, d'un trèfle, le tout d'or. |